# 黒田重政
黒田 重政（くろだ しげまさ）は、江戸時代中期の筑前国福岡藩の世嗣。通称は左京。官位は従四位下・修理大夫。

## 略歴
元文2年9月10日（1737年10月3日）、6代藩主・黒田継高の次男として福岡城内下の館にて誕生した。生母は側室の智海院（横寺氏、のち小寺氏と改める）。側室所生であったが当初より継高正室圭光院の子、世子として扱われ、初抱きは大老黒田美作、蟇目は黒田惣右衛門といずれも一門が務めた。お七夜に左京と命名され、延享4年（1747年）鎧初の儀に際して長賢（ながかた）と改めた。この時、継高より鎧と一の谷兜を譲られている。
寛延元年（1748年）正月15日、9代将軍・徳川家重に初御目見し、11月28日に元服した、松平姓を与えられ、家重より偏諱を受けて重政と改名した。同時に従四位下、修理大夫に叙任する。この時、家重並びに大御所吉宗、世子家治との献上、下賜の贈答があった。この時をはじめ、登城の際には叔父である秋月藩主・黒田長邦が多く伴われ、また名代を務めている。翌寛延2年（1749年）には定府馬廻の高木太左衛門が使者として上洛し、正式に従四位下、修理大夫に叙任された。同年、かねて内約のあった島津継豊の娘・菊姫と婚約した。幼少時より「実に父君の風あり」「英明の器量ましまし」（『黒田新続家譜巻之二十七』）と将来を嘱望されていた。
宝暦5年（1755年）、菊姫と結婚した。宝暦7年（1757年）に帰国を許され、宝暦8年（1758年）1月25日に初のお国入りを果たす。この時、弟・長経と兵法の間で対面している。同年5月には家中諸士の礼を受け、10月江戸に初参勤、世子として将軍家重に拝謁する。これ以降、継高の名代を果たす機会が増え、宝暦10年（1760年）の帰国時には単独で二の丸にて家臣の武術を見、8月には継高に伴われて長崎へ赴き実地を見聞した。このように着々と次期藩主としての地歩を固めていた。
宝暦12年（1762年）6月、浮腫を発し重篤となり、7月14日に父に先立ち26歳で早世した。瑛光院瑞嶽紹鳳と追諡された。弟・長経も翌年に早世し、これによって初代藩主・長政以来の黒田本家の血統は途絶えることとなった。
墓所は福岡市博多区千代、崇福寺。

## 系譜
- 父：黒田継高（1703-1775）
- 母：智海院 - 横寺氏、のち小寺氏に改める
- 正室：眞含院（1733-1808） - 菊姫、菊子。薩摩藩主島津継豊娘。第八代将軍徳川吉宗の義理の孫。
  - 女子：屋世姫 - 黒田継高養女。黒田治之の正室。
  - 女子：
  - 男子：早世